# Bezirk Madona (2009–2021)
Der Bezirk Madona (Madonas novads) war ein Bezirk in Lettland, der von 2009 bis 2021 existierte. Bei der Verwaltungsreform 2021 wurde der Bezirk in einen neuen, größeren Bezirk Madona überführt.

## Geographie
Das Bezirksgebiet lag im Osten des Landes.

## Bevölkerung
Seit 2009 ist Madona Bezirkszentrum. Dem Bezirk Madona gehörten 14 Gemeinden des ehemaligen Landkreises Madona an. 2010 betrug die Einwohnerzahl 26.953.

## Nachweise
1. ↑  Vides aizsardzības un reģionālās attīstības ministrija (Ministerium für Naturschutz und Regionalentwicklung), Karten und Auflistung der Verwaltungseinheiten, abgerufen am 25. Juli 2021